# František Janda-Suk
František Janda-Suk (Postřižín, 25 marzo 1878 – Praga, 23 giugno 1955) è stato un discobolo e pesista boemo, dal 1918 cecoslovacco, vincitore di una medaglia d'argento alle Olimpiadi di Parigi 1900, la prima in assoluto per la Boemia.

## Biografia
Rappresentò la Boemia ai Giochi olimpici estivi di Parigi 1900 e Stoccolma 1912. All'Olimpiade di Parigi 1924 rappresentò la Cecoslovacchia e fu alfiere alla cerimonia d'apertura.

## Palmarès
| Anno | Manifestazione | Sede   | Evento           | Risultato | Misura  | Note |
| ---- | -------------- | ------ | ---------------- | --------- | ------- | ---- |
| 1900 | Olimpiadi      | Parigi | Lancio del disco | Argento   | 35,24 m |      |